# Maben
Maben és una població dels Estats Units a l'estat de Mississipi. Segons el cens del 2000 tenia 803 habitants.

## Demografia
Segons el cens del 2000, Maben tenia 803 habitants, 306 habitatges, i 211 famílies. La densitat de població era de 159 habitants per km².
Dels 306 habitatges en un 35,6% hi vivien nens de menys de 18 anys, en un 30,4% hi vivien parelles casades, en un 35,3% dones solteres, i en un 31% no eren unitats familiars. En el 26,8% dels habitatges hi vivien persones soles l'11,8% de les quals corresponia a persones de 65 anys o més que vivien soles. El nombre mitjà de persones vivint en cada habitatge era de 2,59 i el nombre mitjà de persones que vivien en cada família era de 3,16.
Per edats la població es repartia de la següent manera: un 33,6% tenia menys de 18 anys, un 8,8% entre 18 i 24, un 26,3% entre 25 i 44, un 18,9% de 45 a 60 i un 12,3% 65 anys o més.
L'edat mediana era de 32 anys. Per cada 100 dones de 18 o més anys hi havia 63 homes.
La renda mediana per habitatge era de 19.632 $ i la renda mediana per família de 18.000 $. Els homes tenien una renda mediana de 22.125 $ mentre que les dones 16.375 $. La renda per capita de la població era de 10.823 $. Entorn del 40,3% de les famílies i el 42% de la població estaven per davall del llindar de pobresa.

## Poblacions més properes
El següent diagrama mostra les poblacions més properes.